# Meir Shalev

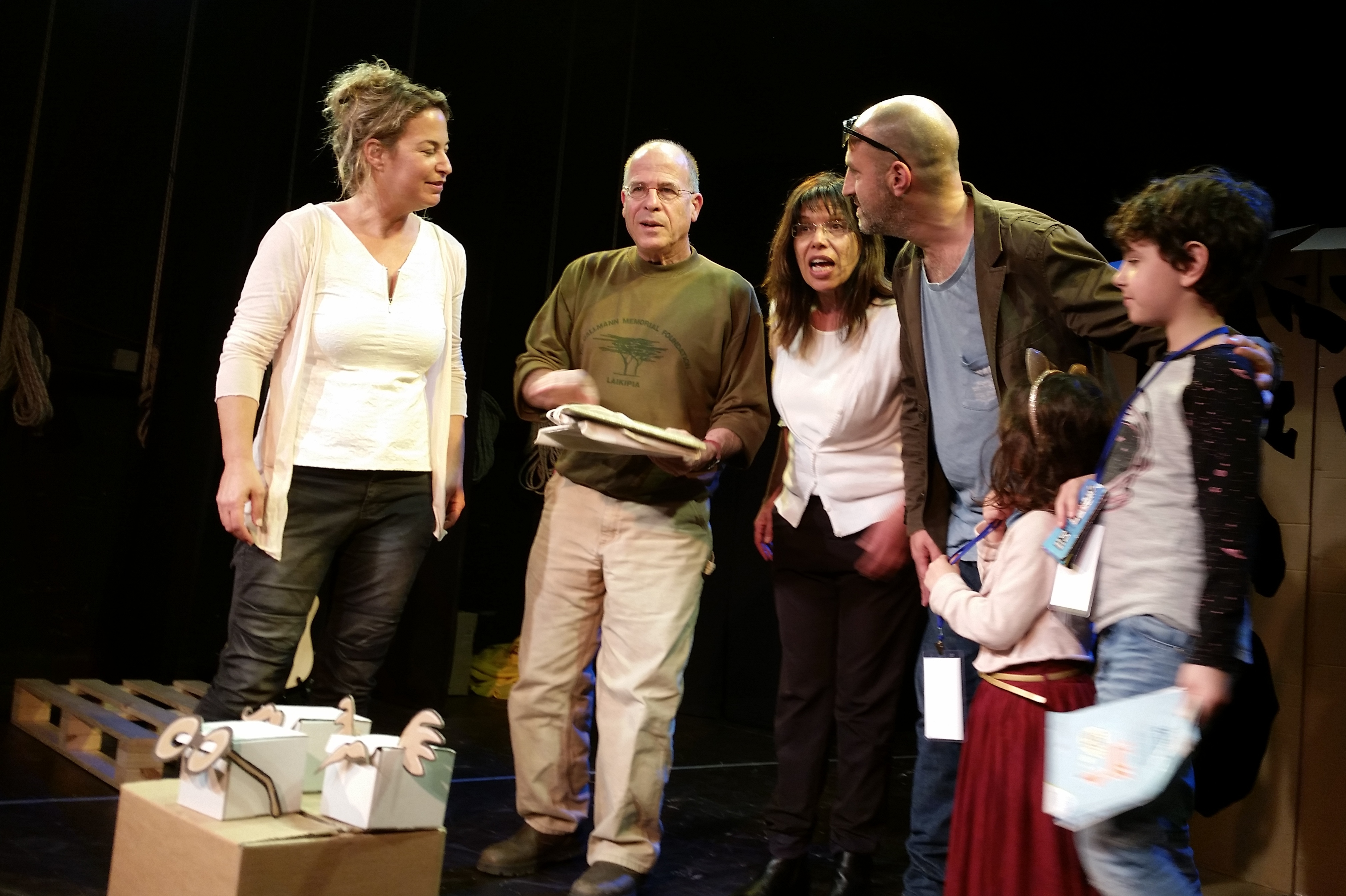
Meir Shalev y el equipo de teatro al final de la obra "Uncle Aaron and his Rain", que ganó el primer premio en el Festival Internacional de Teatro Infantil de Haifa en 2017.

Meir Shalev (Nahalal, 29 de julio de 1948-Alonei Abba, 11 de abril de 2023) fue un escritor, periodista, psicólogo y presentador de televisión israelí.

## Biografía
Shalev nació en Nahalal, Israel. Más tarde vivió en Jerusalén y en Ginosar con su familia. Hijo del poeta Yitzhak Shalev y primo de la escritora Zeruya Shalev.
Shalev fue reclutado por las FDI en 1966 y cumplió el servicio militar en la Brigada Golani . Se desempeñó como soldado, líder de escuadrón en la compañía de reconocimiento de la brigada. Shalev luchó en la Guerra de los Seis Días y unos meses después de la guerra resultó herido en un incidente donde fue alcanzado por disparos de sus propias filas.
Después de estudiar psicología, comenzó su carrera presentando reportajes satíricos en televisión y radio. También moderó el programa Erev Shabbat en el Canal 1 de Israel.
Comenzó a escribir novelas a los 40 años, siendo su primera novela La montaña azul, referida a los pioneros en el Valle de Jezreel y publicada en 1988.
Shalev también escribió no ficción sobre temas religiosos, libros para niños y una columna semanal en el periódico Yedioth Ahronoth.
Vivió en el Valle de Jezreel hasta su muerte, luego de luchar contra el cáncer. Tras la noticia de su fallecimiento, el presidente israelí expresó sus condolencias: 

«Israel ha perdido a uno de sus más grandes narradores, nos hizo amar el idioma hebreo, la Biblia hebrea y a nosotros mismos, el pueblo judío.» Isaac Herzog.

## Premios y distinciones
- 1989, Premio Bernstein
- 1999, Premio Juliet Club (Italia)
- 1999, Premio Chiavari (Italia)
- 2006, Premio Brenner por «A Pigeon and a Boy»
- 2007, Premios Nacionales del Libro Judío por «A Pigeon and a Boy»
- 2009, Premio Porta Siberia (Italia)
- 2009, Premio Pratt for Environmental Journalism
- 2011, Premio Neuman
- 2018, Caballero de la Orden de las Artes y las Letras, junto a Michal Govrin.

## Obras publicadas

#### Ficción
- 1988 The Blue Mountain
- 1991 Esaú
- 1994 As a Few Days, titulado también The Four Meals o The Loves of Judith
- 1998 His House in the Desert o Alone in the Desert
- 2002 Fontanelle
- 2006 A Pigeon and A Boy
- 2013 Two She-Bears
- 2022 'Al Tisaper le-Akhicha

#### No ficción
- 1985 Bible Now
- 1995 Mainly About Love
- 1998 My Jerusalem
- 2008 In the Beginning: Firsts in the Bible
- 2011 Beginnings:  Reflect bions on the Bible's Intriguing Firsts
- 2011 My Russian Grandmother and Her American Vacuum Cleaner
- 2017 My Wild Garden

#### Libros para niños
- 1982 Michael and the Monster of Jerusalem
- 1987 Zohar's Dimples
- 1988 My Father Always Embarrasses Me
- 1990 Nehama the Louse, también publicado como A Louse Named Thelma
- 1993 How the Neanderthal Inadvertently Invented Kebab
- 1994 A flood, a snake and two arks
- 2021 A Snake, a Flood, a Hidden Baby
- 1995 The Tractor in the Sandbox
- 2000 Aunt Michal
- 2004 A Lion at Night
- 2004 Roni and Nomi and the Bear Yaacov
- 2007 Uncle Aaron and his Rain